# Montjustin
Montjustin är en kommun i departementet Alpes-de-Haute-Provence i regionen Provence-Alpes-Côte d'Azur i sydöstra Frankrike. Kommunen ligger  i kantonen Reillanne som ligger i arrondissementet Forcalquier. År 2022 hade Montjustin 57 invånare.

## Befolkningsutveckling
Antalet invånare i kommunen Montjustin
Referens: INSEE